# Panamerikanische Spiele 2019/Leichtathletik
Bei den Panamerikanischen Spielen 2019 in Lima (Peru) wurden in der Leichtathletik vom 27. Juli bis zum 11. August 48 Wettbewerbe ausgetragen, davon je 24 für Männer und für Frauen.
Erstmals fand auch ein 50-km-Gehwettbewerb der Frauen statt.

## Medaillenspiegel
| Platz  | Land                     | Gold | Silber | Bronze | Gesamt |
| ------ | ------------------------ | ---- | ------ | ------ | ------ |
| 01     | Vereinigte Staaten       | 7    | 14     | 12     | 33     |
| 02     | Brasilien                | 6    | 6      | 4      | 16     |
| 03     | Jamaika                  | 6    | 5      | 6      | 17     |
| 04     | Kanada                   | 5    | 6      | 4      | 15     |
| 05     | Kuba                     | 5    | 2      | 2      | 9      |
| 06     | Ecuador                  | 4    | —      | 1      | 5      |
| 07     | Mexiko                   | 3    | 4      | 3      | 10     |
| 08     | Kolumbien                | 3    | 1      | 3      | 7      |
| 09     | Peru                     | 2    | 1      | 1      | 4      |
| 10     | Chile                    | 1    | 1      | 1      | 3      |
| 11     | Grenada                  | 1    | 1      | —      | 2      |
| 12     | St. Lucia                | 1    | —      | 1      | 2      |
| 12     | Venezuela                | 1    | —      | 1      | 2      |
| 14     | Barbados                 | 1    | —      | —      | 1      |
| 14     | Britische Jungferninseln | 1    | —      | —      | 1      |
| 14     | Costa Rica               | 1    | —      | —      | 1      |
| 17     | Trinidad und Tobago      | —    | 4      | 1      | 5      |
| 18     | Antigua und Barbuda      | —    | 1      | 1      | 2      |
| 18     | Costa Rica               | —    | 1      | 1      | 2      |
| 18     | Guatemala                | —    | 1      | 1      | 2      |
| 21     | Uruguay                  | —    | —      | 2      | 2      |
| 22     | Argentinien              | —    | —      | 1      | 1      |
| 22     | Bahamas                  | —    | —      | 1      | 1      |
| 22     | Dominikanische Republik  | —    | —      | 1      | 1      |
| Gesamt | Gesamt                   | 48   | 48     | 48     | 144    |

## Männer

### 100 m
| Platz | Athlet                  | Land | Zeit (s) |
| ----- | ----------------------- | ---- | -------- |
| 1     | Mike Rodgers            | USA  | 10,09    |
| 2     | Paulo André de Oliveira | BRA  | 10,16    |
| 3     | Cejhae Greene           | ATG  | 10,23    |
| 4     | Rodrigo do Nascimento   | BRA  | 10,27    |
| 5     | Rasheed Dwyer           | JAM  | 10,32    |
| 6     | Cravon Gillespie        | USA  | 10,38    |
| 7     | Jason Rogers            | SKN  | 10,40    |
| 8     | Keston Bledman          | TTO  | 10,43    |

7. August

### 200 m
| Platz | Athlet             | Land | Zeit (s) |
| ----- | ------------------ | ---- | -------- |
| 1     | Álex Quiñónez      | ECU  | 20,27    |
| 2     | Jereem Richards    | TTO  | 20,38    |
| 3     | Yancarlos Martínez | DOM  | 20,44 PB |
| 4     | Alonso Edward      | PAN  | 20,55    |
| 5     | Reynier Mena       | CUB  | 20,62    |
| 6     | Jerome Blake       | CAN  | 20,66    |
| 7     | Roberto Skyers     | CUB  | 20,67    |
| 8     | Andre Ewers        | JAM  | 20,91    |

9. August

### 400 m
| Platz | Athlet           | Land | Zeit (s) |
| ----- | ---------------- | ---- | -------- |
| 1     | Anthony Zambrano | COL  | 44,83    |
| 2     | Demish Gaye      | JAM  | 44,94    |
| 3     | Justin Robinson  | USA  | 45,07    |
| 4     | Wilbert London   | USA  | 45,22    |
| 5     | Jonathan Jones   | BAR  | 45,35    |
| 6     | Jhon Perlaza     | COL  | 45,37    |
| 7     | Luguelín Santos  | DOM  | 45,73 SB |
| 8     | Bralon Taplin    | GRN  | 46,01    |

8. August

### 800 m
| Platz | Athlet                  | Land | Zeit (min) |
| ----- | ----------------------- | ---- | ---------- |
| 1     | Marco Arop              | CAN  | 1:44,25 PR |
| 2     | Wesley Vázquez          | PUR  | 1:44,48    |
| 3     | Ryan Sánchez            | PUR  | 1:45,19    |
| 4     | Bryce Hoppel            | USA  | 1:47,48    |
| 5     | Marco Vilca             | PER  | 1:47,65 PB |
| 6     | Jelssin Robledo         | COL  | 1:47,98    |
|       | Alejandro Peirano       | CHI  | DNF        |
|       | Lucirio Antonio Garrido | VEN  | DNS        |

10. August

### 1500 m
| Platz | Athlet                    | Land | Zeit (min) |
| ----- | ------------------------- | ---- | ---------- |
| 1     | José Villarreal Peinado   | MEX  | 3:39,93    |
| 2     | John Gregorek             | USA  | 3:40,42    |
| 3     | William Paulson           | CAN  | 3:41,15    |
| 4     | Santiago Catrofe          | URU  | 3:43,17    |
| 5     | Federico Bruno            | ARG  | 3:43,17 SB |
| 6     | Carlos de Oliveira Santos | BRA  | 3:44,47 SB |
| 7     | Fernando Daniel Martínez  | MEX  | 3:45,13    |
| 8     | Carlos Hernández          | COL  | 3:45,35 PB |

8. August

### 5000 m
| Platz | Athlet                   | Land | Zeit (min) |
| ----- | ------------------------ | ---- | ---------- |
| 1     | Fernando Daniel Martínez | MEX  | 13:53,87   |
| 2     | Altobeli da Silva        | BRA  | 13:54,42   |
| 3     | Carlos Díaz              | CHI  | 13:54,43   |
| 4     | Federico Bruno           | ARG  | 13:55,75   |
| 5     | José Juan Esparza        | MEX  | 13:56,65   |
| 6     | José Luis Rojas          | PER  | 13:57,77   |
| 7     | Ederson Pereira          | BRA  | 13:58,72   |
| 8     | Josef Tessema            | USA  | 14:00,19   |

6. August

### 10.000 m
| Platz | Athlet                 | Land | Zeit (min)  |
| ----- | ---------------------- | ---- | ----------- |
| 1     | Ederson Pereira        | BRA  | 28:27,47 PB |
| 2     | Reid Buchanan          | USA  | 28:28,41    |
| 3     | Lawi Lalang            | USA  | 28:31,75    |
| 4     | Vidal Basco            | BOL  | 28:34,37 PB |
| 5     | Jhon Cusi              | PER  | 28:35,41 PB |
| 6     | Rory Linkletter        | CAN  | 28:38,49    |
| 7     | Iván Darío González    | COL  | 28:39,15 SB |
| 8     | José Mauricio González | COL  | 28:48,00 SB |

9. August

### Marathon
| Platz | Athlet               | Land | Zeit (h)   |
| ----- | -------------------- | ---- | ---------- |
| 1     | Cristhian Pacheco    | PER  | 2:10:41 PB |
| 2     | José Luís Santana    | MEX  | 2:10:54 PB |
| 3     | Juan Joel Pacheco    | MEX  | 2:12:10    |
| 4     | Augustus Maiyo       | USA  | 2:12:25 PB |
| 5     | Derlis Ayala         | PAR  | 2:12:54 PB |
| 6     | Ronal Cuestas        | URU  | 2:13:59 PB |
| 7     | Segundo Jami         | ECU  | 2:17:12    |
| 8     | Miguel Ángel Barzola | ARG  | 2:17:18    |

27. Juli

### 110 m Hürden
| Platz | Athlet              | Land | Zeit (s) |
| ----- | ------------------- | ---- | -------- |
| 1     | Shane Brathwaite    | BAR  | 13,31 SB |
| 2     | Freddie Crittenden  | USA  | 13,32    |
| 3     | Eduardo de Deus     | BRA  | 13,48    |
| 4     | Greggmar Swift      | BAR  | 13,51    |
|       | Jarret Eaton        | USA  | DNF      |
|       | Gabriel Constantino | BRA  | DNF      |
|       | Fanor Escobar       | COL  | DSQ      |
|       | Roger Iribarne      | CUB  | DSQ      |

10. August

### 400 m Hürden
| Platz | Athlet            | Land | Zeit (s)    |
| ----- | ----------------- | ---- | ----------- |
| 1     | Alison dos Santos | BRA  | 48,45 PB    |
| 2     | Amere Lattin      | USA  | 48,98       |
| 3     | Kemar Mowatt      | JAM  | 49,09       |
| 4     | Jeffery Gibson    | BAH  | 49,53 SB    |
| 5     | Guillermo Ruggeri | ARG  | 49,55 SB    |
| 6     | Norman Grimes     | USA  | 49,65       |
| 7     | Leandro Zamora    | COL  | 50,29       |
| 8     | Juander Santos    | DOM  | 2:09,37 min |

8. August

### 3000 m Hindernis
| Platz | Athlet            | Land | Zeit (min) |
| ----- | ----------------- | ---- | ---------- |
| 1     | Altobeli da Silva | BRA  | 8:30,74 SB |
| 2     | Carlos San Martín | COL  | 8:32,24    |
| 3     | Mario Bazán       | PER  | 8:32,34    |
| 4     | Benard Keter      | USA  | 8:32,76    |
| 5     | Travis Mahoney    | USA  | 8:34,77    |
| 6     | Ryan Smeeton      | CAN  | 8:41,85    |
| 7     | Ricardo Estremera | PUR  | 8:43,03    |
| 8     | Diego Arévalo     | ECU  | 9:01,21    |

10. August

### 4 × 100 m Staffel
| Platz | Land                    | Athleten                                                               | Zeit (s) |
| ----- | ----------------------- | ---------------------------------------------------------------------- | -------- |
| 1     | Brasilien               | Rodrigo do Nascimento Jorge Vides Derick Silva Paulo André de Oliveira | 38,27    |
| 2     | Trinidad und Tobago     | Jerod Elcock Keston Bledman Akanni Hislop Kyle Greaux                  | 38,46 SB |
| 3     | Vereinigte Staaten      | Jarret Eaton Cravon Gillespie Bryce Robinson Mike Rodgers              | 38,79    |
| 4     | Kanada                  | Gavin Smellie Jerome Blake Brendon Rodney Mobolade Ajomale             | 39,00    |
| 5     | Jamaika                 | Andre Ewers Rasheed Dwyer Julian Forte Oshane Bailey                   | 39,01    |
| 6     | Dominikanische Republik | Christopher Valdez Mayobanex de Óleo José González Yancarlos Martínez  | 39,15    |
| 7     | Kuba                    | Harlyn Pérez Roberto Skyers Reynier Mena José Luis Gaspar              | 39,19 SB |
| 8     | Venezuela               | Alberto Aguilar Abdel Kalil Alexis Nieves Rafael Vásquez               | 39,37    |

9. August

### 4 × 400 m Staffel
| Platz | Land                    | Athleten                                                        | Zeit (min) |
| ----- | ----------------------- | --------------------------------------------------------------- | ---------- |
| 1     | Kolumbien               | Jhon Perlaza Diego Palomeque Jhon Solís Anthony Zambrano        | 3:01,41 SB |
| 2     | Vereinigte Staaten      | Mar’yea Harris Michael Cherry Justin Robinson Wilbert London    | 3:01,72    |
| 3     | Trinidad und Tobago     | Dwight St. Hillaire Jereem Richards Deon Lendore Machel Cedenio | 3:02,25    |
| 4     | Dominikanische Republik | Luis Charles Juander Santos Luguelín Santos Leonel Bonon        | 3:05,64    |
| 5     | Kuba                    | Leonardo Castillo Leandro Zamora Raydel Rojas Yoandys Lescay    | 3:05,87 SB |
| 6     | Jamaika                 | Rusheen McDonald Romel Lewis Terry Thomas Javon Francis         | 3:06,83    |
| 7     | Bahamas                 | O’Jay Ferguson Alonzo Russell Andre Colebrook Jeffery Gibson    | 3:09,98    |
| 8     | Venezuela               | Kelvis Padrino Alberto Aguilar Usvard Zulueta Omar Longart      | 3:10,65    |

10. August

### 20 km Gehen
| Platz | Athlet                  | Land | Zeit (h)   |
| ----- | ----------------------- | ---- | ---------- |
| 1     | Brian Pintado           | ECU  | 1:21:51    |
| 2     | Caio Bonfim             | BRA  | 1:21:57    |
| 3     | José Alejandro Barrondo | GUA  | 1:21:57    |
| 4     | Mauricio Arteaga        | ECU  | 1:22:23 SB |
| 5     | Evan Dunfee             | CAN  | 1:22:27    |
| 6     | Andrés Olivas           | MEX  | 1:22:36 PB |
| 7     | José Leonardo Montaña   | COL  | 1:23:23    |
| 8     | Richard Vargas          | VEN  | 1:25:08    |

4. August

### 50 km Gehen
| Platz | Athlet             | Land | Zeit (h)   |
| ----- | ------------------ | ---- | ---------- |
| 1     | Claudio Villanueva | ECU  | 3:50:01 SB |
| 2     | Horacio Nava       | MEX  | 3:51:45 SB |
| 3     | Diego Pinzón       | COL  | 3:53:48    |
| 4     | Caio Bonfim        | BRA  | 3:57:54    |
| 5     | Matthew Forgues    | USA  | 4:19:28    |
| 6     | Erick Barrondo     | GUA  | DNF        |
| 7     | Luis Henry Campos  | PER  | DNF        |
| 8     | Mathieu Bilodeau   | CAN  | DNF        |

11. August

### Hochsprung
| Platz | Athlet            | Land | Höhe (m) |
| ----- | ----------------- | ---- | -------- |
| 1     | Luis Zayas        | CUB  | 2,30 PB  |
| 2     | Michael Mason     | CAN  | 2,28     |
| 3     | Roberto Vilches   | MEX  | 2,26     |
| 4     | Fernando Ferreira | BRA  | 2,26 SB  |
| 5     | Keenon Laine      | USA  | 2,24     |
| 6     | Jeron Robinson    | USA  | 2,21     |
| 7     | Eure Yáñez        | VEN  | 2,21     |
| 8     | Luís Castro       | PUR  | 2,18     |

9. August

### Stabhochsprung
| Platz | Athlet              | Land | Höhe (m) |
| ----- | ------------------- | ---- | -------- |
| 1     | Christopher Nilsen  | USA  | 5,76     |
| 2     | Augusto Dutra       | BRA  | 5,71     |
| 3     | Clayton Fritsch     | USA  | 5,61     |
| 4     | Thiago Braz         | BRA  | 5,51     |
| 5     | Germán Chiaraviglio | ARG  | 5,51     |
| 6     | José Pacho          | ECU  | 5,41     |
| 7     | Dyander Pacho       | ECU  | 5,31 PB  |
| 8     | Jorge Luna          | MEX  | 5,31     |

10. August

### Weitsprung
| Platz | Athlet                 | Land | Weite (m) |
| ----- | ---------------------- | ---- | --------- |
| 1     | Juan Miguel Echevarría | CUB  | 8,27      |
| 2     | Tajay Gayle            | JAM  | 8,17      |
| 3     | Emiliano Lasa          | URU  | 7,87      |
| 4     | Alexsandro Melo        | BRA  | 7,77      |
| 5     | Tyrone Smith           | BER  | 7,74      |
| 6     | Trumaine Jefferson     | USA  | 7,66      |
| 7     | Andwuelle Wright       | TTO  | 7,62      |
| 8     | Adrian Riley           | JAM  | 7,57      |

7. August

### Dreisprung
| Platz | Athlet             | Land | Weite (m) |
| ----- | ------------------ | ---- | --------- |
| 1     | Omar Craddock      | USA  | 17,42     |
| 2     | Jordan Díaz        | CUB  | 17,38 SB  |
| 3     | Andy Díaz          | CUB  | 16,83     |
| 4     | Almir dos Santos   | BRA  | 16,70     |
| 5     | Clive Pullen       | JAM  | 16,35     |
| 6     | Christopher Carter | USA  | 16,29     |
| 7     | Leodán Torrealba   | VEN  | 16,27 PB  |
| 8     | Alexsandro Melo    | BRA  | 16,23     |

10. August

### Kugelstoßen
| Platz | Athlet           | Land | Weite (m) |
| ----- | ---------------- | ---- | --------- |
| 1     | Darlan Romani    | BRA  | 22,07 PR  |
| 2     | Jordan Geist     | USA  | 20,67     |
| 3     | Uziel Muñoz      | MEX  | 20,56     |
| 4     | Tim Nedow        | CAN  | 20,48     |
| 5     | O’Dayne Richards | JAM  | 20,07     |
| 6     | Eldred Henry     | IVB  | 19,82     |
| 7     | Welington Silva  | BRA  | 19,22     |
| 8     | Ashinia Miller   | JAM  | 19,17     |

7. August

### Diskuswurf
| Platz | Athlet              | Land | Weite (m) |
| ----- | ------------------- | ---- | --------- |
| 1     | Fedrick Dacres      | JAM  | 67,68 PR  |
| 2     | Traves Smikle       | JAM  | 65,02     |
| 3     | Reginald Jagers III | USA  | 64,48     |
| 4     | Jorge Fernández     | CUB  | 64,24     |
| 5     | Mauricio Ortega     | COL  | 61,15     |
| 6     | Juan Caicedo        | ECU  | 57,81     |
| 7     | Josh Boateng        | GRN  | 56,92     |
| 8     | Abel Gilet          | HAI  | 48,76     |

6. August

### Hammerwurf
| Platz | Athlet            | Land | Weite (m) |
| ----- | ----------------- | ---- | --------- |
| 1     | Gabriel Kehr      | CHI  | 74,98     |
| 2     | Humberto Mansilla | CHI  | 74,38     |
| 3     | Sean Donnelly     | USA  | 74,23     |
| 4     | Diego del Real    | MEX  | 74,16     |
| 5     | Joaquín Gómez     | ARG  | 73,95 SB  |
| 6     | Allan Wolski      | BRA  | 73,25     |
| 7     | Roberto Janet     | CUB  | 71,93     |
| 8     | Rudy Winkler      | USA  | 71,84 SB  |

8. August

### Speerwurf
| Platz | Athlet          | Land | Weite (m) |
| ----- | --------------- | ---- | --------- |
| 1     | Anderson Peters | GRN  | 87,31 PR  |
| 2     | Keshorn Walcott | TTO  | 83,55     |
| 3     | Albert Reynolds | LCA  | 82,19 PB  |
| 4     | Michael Shuey   | USA  | 80,72     |
| 5     | Markim Felix    | GRD  | 77,18     |
| 6     | Shakeil Waithe  | TTO  | 76,15     |
| 7     | Arley Ibargüen  | COL  | 74,85     |
| 8     | Dayron Márquez  | COL  | 73,99     |

10. August

### Zehnkampf
| Platz | Athlet              | Land | Punkte  |
| ----- | ------------------- | ---- | ------- |
| 1     | Damian Warner       | CAN  | 8513    |
| 2     | Lindon Victor       | GDN  | 8240    |
| 3     | Pierce Lepage       | CAN  | 8161    |
| 4     | Georni Jaramillo    | VEN  | 7913 SB |
| 5     | Leonel Suárez       | CUB  | 7799    |
| 6     | Ken Mullings        | BHS  | 7517 PB |
| 7     | Gerson Izaguirre    | VEN  | 7415    |
| 8     | José Gregorio Lemos | COL  | 7408    |

6. bis 7. August

## Frauen

### 100 m
| Platz | Athletin              | Land | Zeit (s) |
| ----- | --------------------- | ---- | -------- |
| 1     | Elaine Thompson       | JAM  | 11,18    |
| 2     | Michelle-Lee Ahye     | TTO  | 11,27    |
| 3     | Vitória Cristina Rosa | BRA  | 11,30    |
| 4     | Ángela Tenorio        | ECU  | 11,34    |
| 5     | Twanisha Terry        | USA  | 11,37    |
| 6     | Natasha Morrison      | JAM  | 11,40    |
| 7     | Crystal Emmanuel      | CAN  | 11,41    |
| 8     | Kelly-Ann Baptiste    | TTO  | 11,50    |

7. August

### 200 m
| Platz | Athletin                | Land | Zeit (s)  |
| ----- | ----------------------- | ---- | --------- |
| 1     | Shelly-Ann Fraser-Pryce | JAM  | 22,43 PR  |
| 2     | Vitória Cristina Rosa   | BRA  | 22,62 PB  |
| 3     | Tynia Gaither           | BHS  | 22,76     |
| 4     | Crystal Emmanuel        | CAN  | 22,89 =SB |
| 5     | Anthonique Strachan     | BHS  | 22,97     |
| 6     | Ángela Tenorio          | ECU  | 23,08 SB  |
| 7     | Marileidy Paulino       | DOM  | 23,29     |
| 8     | Semoy Hackett           | TTO  | 23,62     |

9. August

### 400 m
| Platz | Athletin         | Land | Zeit (s) |
| ----- | ---------------- | ---- | -------- |
| 1     | Shericka Jackson | JAM  | 50,73    |
| 2     | Paola Morán      | MEX  | 51,02 PB |
| 3     | Courtney Okolo   | USA  | 51,22    |
| 4     | Roxana Gómez     | CUB  | 51,65 SB |
| 5     | Kyra Constantine | CAN  | 51,99    |
| 6     | Sada Williams    | BAR  | 51,25    |
| 7     | Aliyah Abrams    | GUY  | 52,73    |
|       | Jaide Stepter    | USA  | DSQ      |

8. August

### 800 m
| Platz | Athletin            | Land | Zeit (min) |
| ----- | ------------------- | ---- | ---------- |
| 1     | Natoya Goule        | JAM  | 2:01,26    |
| 2     | Rose Mary Almanza   | CUB  | 2:01,64    |
| 3     | Déborah Rodríguez   | URU  | 2:01,66 SB |
| 4     | Sade Sealy          | BAR  | 2:02,23 PB |
| 5     | Lindsey Butterworth | CAN  | 2:02,68    |
| 6     | Alena Brooks        | TTO  | 2:02,75    |
| 7     | Mariela Luisa Real  | MEX  | 2:04,56    |
| 8     | Sonia Gaskin        | BAR  | 2:05,68    |

7. August

### 1500 m
| Platz | Athletin            | Land | Zeit (min) |
| ----- | ------------------- | ---- | ---------- |
| 1     | Nikki Hiltz         | USA  | 4:07,14    |
| 2     | Aisha Praught-Leer  | JAM  | 4:08,26    |
| 3     | Alexa Efraimson     | USA  | 4:08,63    |
| 4     | Laura Galván        | MEX  | 4:10,53 PB |
| 5     | María Pía Fernández | URU  | 4:10,93 PB |
| 6     | Muriel Coneo        | COL  | 4:11,97 SB |
| 7     | Rose Mary Almanza   | CUB  | 4:14,81 SB |
| 8     | July da Silva       | BRA  | 4:19,25    |

9. August

### 5000 m
| Platz | Athletin          | Land | Zeit (min)  |
| ----- | ----------------- | ---- | ----------- |
| 1     | Laura Galván      | MEX  | 15:35,47    |
| 2     | Jessica O’Connell | CAN  | 15:36,08    |
| 3     | Kim Conley        | USA  | 15:36,95    |
| 4     | Risper Biyaki     | MEX  | 15:42,47 PB |
| 5     | Carolina Tabares  | COL  | 15:43,83 SB |
| 6     | Lauren Paquette   | USA  | 15:45,93    |
| 7     | Luz Mery Rojas    | PER  | 15:46,52    |
| 8     | Saida Meneses     | PER  | 15:46,91 PB |

9. August

### 10.000 m
| Platz | Athletin         | Land | Zeit (min)  |
| ----- | ---------------- | ---- | ----------- |
| 1     | Natasha Wodak    | CAN  | 31:55,77 PB |
| 2     | Risper Biyaki    | MEX  | 31:59,00 PB |
| 3     | Rachel Cliff     | CAN  | 32:13,34    |
| 4     | Elaina Tabb      | USA  | 32:24,37    |
| 5     | Carolina Tabares | COL  | 32:25,19    |
| 6     | Sarah Pagano     | USA  | 32:48,04    |
| 7     | Thalia Valdivia  | PER  | 33:14,12 PB |
| 8     | Ursula Sanchez   | MEX  | 33:22,30    |

6. August

### Marathon
| Platz | Athletin                  | Land | Zeit (h)   |
| ----- | ------------------------- | ---- | ---------- |
| 1     | Gladys Tejeda             | PER  | 2:30:55 PR |
| 2     | Bethany Sachtleben        | USA  | 2:31:20 PB |
| 3     | Angie Orjuela             | COL  | 2:32:27 PB |
| 4     | Rosa Chacha               | COL  | 2:32:45 PB |
| 5     | Samantha Roecker          | USA  | 2:32:49 PB |
| 6     | Vadilene dos Santos Silva | BRA  | 2:34:20    |
| 7     | Margarita Hérnandez       | BRA  | 2:35:06    |
| 8     | Andrea Bonilla            | ECU  | 2:40:38 PB |

27. Juli

### 100 m Hürden
| Platz | Athletin          | Land | Zeit (s) |
| ----- | ----------------- | ---- | -------- |
| 1     | Andrea Vargas     | CRC  | 12,82    |
| 2     | Chanel Brissett   | USA  | 12,99    |
| 3     | Megan Simmonds    | JAM  | 13,01    |
| 4     | Yanique Thompson  | JAM  | 13,11    |
| 5     | Pedrya Seymour    | BAH  | 13,12    |
| 6     | Vanessa Clerveaux | HAI  | 13,17    |
| 7     | Sharika Nelvis    | USA  | 13,23    |
| 8     | Génesis Romero    | VEN  | 13,44    |

8. August

### 400 m Hürden
| Platz | Athletin           | Land | Zeit (s) |
| ----- | ------------------ | ---- | -------- |
| 1     | Sage Watson        | CAN  | 55,16 SB |
| 2     | Anna Cockrell      | USA  | 55,50    |
| 3     | Rushell Clayton    | JAM  | 55,53    |
| 4     | Zurian Hechaverría | CUB  | 55,85    |
| 5     | Tia-Adana Belle    | BAR  | 55,93    |
| 6     | Grace Claxton      | PUR  | 56,04 SB |
| 7     | Gianna Woodruff    | PAN  | 57,20    |
| 8     | Ronda Whyte        | JAM  | 57,42    |

8. August

### 3000 m Hindernis
| Platz | Athletin          | Land | Zeit (min)  |
| ----- | ----------------- | ---- | ----------- |
| 1     | Geneviève Lalonde | CAN  | 9:41,45 PR  |
| 2     | Marisa Howard     | USA  | 9:43,78     |
| 3     | Belén Casetta     | ARG  | 9:44,46     |
| 4     | Tatiane da Silva  | BRA  | 9:56,19     |
| 5     | Regan Yee         | CAN  | 10:00,08    |
| 6     | Katerine Tisalema | COL  | 10:06,74 SB |
| 7     | Rina Cjuro        | PER  | 10:08,12 PB |
| 8     | Simone Ferraz     | BRA  | 10:11,04    |

10. August

### 4 × 100 m Staffel
| Platz | Land                | Athletinnen                                                              | Zeit (s) |
| ----- | ------------------- | ------------------------------------------------------------------------ | -------- |
| 1     | Brasilien           | Andressa Fidelis Vitória Cristina Rosa Lorraine Martins Rosângela Santos | 43,04 SB |
| 2     | Kanada              | Khamica Bingham Crystal Emmanuel Ashlan Best Leya Buchanan               | 43,37 SB |
| 3     | Vereinigte Staaten  | Chanel Brissett Twanisha Terry Shania Collins Lynna Irby                 | 43,39    |
| 4     | Trinidad und Tobago | Kamaria Durant Michelle-Lee Ahye Mauricia Prieto Kelly-Ann Baptiste      | 43,57 SB |
| 5     | Jamaika             | Schillonie Calvert-Powell Natasha Morrison Ronda Whyte Shashalee Forbes  | 43,74    |
| 6     | Venezuela           | Nediam Vargas Andrea Purica Génesis Romero Aries Sánchez                 | 44,73    |
|       | Bahamas             | Devynne Charlton Brianne Bethel Pedrya Seymour Tynia Gaither             | DNF      |
|       | Peru                | Paola Mautino Diana Bazalar Giara Garate Triana Alonso                   | DNF      |

9. August

### 4 × 400 m Staffel
| Platz | Land               | Athletinnen                                                                   | Zeit (min) |
| ----- | ------------------ | ----------------------------------------------------------------------------- | ---------- |
| 1     | Vereinigte Staaten | Lynna Irby Jaide Stepter Anna Cockrell Courtney Okolo                         | 3:26,46    |
| 2     | Kanada             | Natassha McDonald Aiyanna Stiverne Kyra Constantine Sage Watson               | 3:27,01 SB |
| 3     | Jamaika            | Stephenie Ann McPherson Tiffany James Natoya Goule Roneisha McGregor          | 3:27,61 SB |
| 4     | Kuba               | Zurian Hechavarría Rose Mary Almanza Marelys Alfonso Roxana Gómez             | 3:30,89 SB |
| 5     | Puerto Rico        | Pariis Garcia Grace Claxton Alethia Marrero Gabriella Scott                   | 3:32,03    |
| 6     | Kolumbien          | Lina Licona Melissa González Rosangélica Escobar Jennifer Padilla             | 3:33,02    |
| 7     | Chile              | Martina Weil Stephanie Saavedra María José Echeverría María Fernanda Mackenna | 3:39,95    |
| 8     | Argentinien        | María Diogo Fiorella Chiappe Valeria Barón Noelia Martínez                    | 3:41,39    |

10. August

### 20 km Gehen
| Platz | Athletin              | Land | Zeit (h)      |
| ----- | --------------------- | ---- | ------------- |
| 1     | Sandra Arenas         | COL  | 1:28:03 PR NR |
| 2     | Kimberly García       | PER  | 1:29:00 SB    |
| 3     | Érica de Sena         | BRA  | 1:30:34       |
| 4     | Ilse Adriana Guerrero | MEX  | 1:30:54 PB    |
| 5     | Ángela Castro         | BOL  | 1:32:15 SB    |
| 6     | Noelia Vargas         | CRC  | 1:33:09 PB    |
| 7     | Rachelle De Orbeta    | PUR  | 1.33:31 PB    |
| 8     | Karla Jaramillo       | ECU  | 1:33:54       |

4. August

### 50 km Gehen
| Platz | Athletin                     | Land | Zeit (h)   |
| ----- | ---------------------------- | ---- | ---------- |
| 1     | Johana Ordóñez               | ECU  | 4:11:12 PR |
| 2     | Mirna Ortiz                  | GUA  | 4:15:21    |
| 3     | Paola Pérez                  | ECU  | 4:16:54    |
| 4     | Viviane Lyra                 | BRA  | 4:22:46 PB |
| 5     | Elianay Silva                | BRA  | 4:29:33 PB |
| 6     | Mayra Herrera                | GUA  | 4:30:52 SB |
| 7     | Yoci Yoana Caballero Huaman  | PER  | 4:31:33 PB |
| 8     | Evelyn Carla Inga Huaynalaya | PER  | 4:36:36    |

11. August

### Hochsprung
| Platz | Athletin            | Land | Höhe (m) |
| ----- | ------------------- | ---- | -------- |
| 1     | Levern Spencer      | LCA  | 1,87     |
| 2     | Priscilla Frederick | ANT  | 1,87 SB  |
| 3     | Kimberly Williamson | JAM  | 1,84     |
| 4     | Jeanelle Scheper    | LCA  | 1,84 =SB |
| 5     | Valdiléia Martins   | BRA  | 1,84     |
| 6     | Candy Toche         | PER  | 1,79     |
| 7     | Karla Terán         | MEX  | 1,79     |
| 8     | Nicole Green        | USA  | 1,79     |

8. August

### Stabhochsprung
| Platz | Athletin         | Land | Höhe (m) |
| ----- | ---------------- | ---- | -------- |
| 1     | Yarisley Silva   | CUB  | 4,75 SB  |
| 2     | Katie Nageotte   | USA  | 4,70     |
| 3     | Alysha Newman    | CAN  | 4,55     |
| 4     | Olivia Gruver    | USA  | 4,55     |
| 5     | Robeilys Peinado | VEN  | 4,55     |
| 6     | Kelsie Ahbe      | CAN  | 4,35     |
| 7     | Stefany Castillo | COL  | 4,25 NR  |
| 8     | Juliana Campos   | BRA  | 4,10     |

8. August

### Weitsprung
| Platz | Athletin          | Land | Weite (m) |
| ----- | ----------------- | ---- | --------- |
| 1     | Chantel Malone    | IVB  | 6,68      |
| 2     | Keturah Orji      | USA  | 6,66      |
| 3     | Tissanna Hickling | JAM  | 6,59      |
| 4     | Natalie Aranda    | PAN  | 6,55 PB   |
| 5     | Caterine Ibargüen | COL  | 6,54      |
| 6     | Adriana Rodríguez | CUB  | 6,49      |
| 7     | Chanice Porter    | JAM  | 6,44      |
| 8     | Aliyah Whisby     | USA  | 6,36      |

6. August

### Dreisprung
| Platz | Athletin          | Land | Weite (m)   |
| ----- | ----------------- | ---- | ----------- |
| 1     | Yulimar Rojas     | VEN  | 15,11 PR NR |
| 2     | Shanieka Ricketts | JAM  | 14,77 PB    |
| 3     | Liadagmis Povea   | CUB  | 14,60       |
| 4     | Kimberly Williams | JAM  | 14,15       |
| 5     | Tamara Myers      | BHS  | 13,96 SB    |
| 6     | Liuba Zaldívar    | ECU  | 13,78       |
| 7     | Ana José Tima     | DOM  | 13,75       |
| 8     | Thea LaFond       | DMA  | 13,70       |

9. August

### Kugelstoßen
| Platz | Athletin            | Land | Weite (m)   |
| ----- | ------------------- | ---- | ----------- |
| 1     | Danniel Thomas-Dodd | JAM  | 19,55 PR NR |
| 2     | Brittany Crew       | CAN  | 19.07 NR    |
| 3     | Jessica Ramsey      | USA  | 19,01 SB    |
| 4     | Daniella Hill       | USA  | 18,06       |
| 5     | Yaniuvis López      | CUB  | 17,99       |
| 6     | Sarah Mitton        | CAN  | 17,62       |
| 7     | Lloydricia Cameron  | JAM  | 17,57 SB    |
| 8     | Cleopatra Borel     | TTO  | 17,37       |

9. August

### Diskuswurf
| Platz | Athletin           | Land | Weite (m) |
| ----- | ------------------ | ---- | --------- |
| 1     | Yaimé Pérez        | CUB  | 66,58 PR  |
| 2     | Andressa de Morais | BRA  | 65,98 NR  |
| 3     | Fernanda Martins   | BRA  | 62,23     |
| 4     | Denia Caballero    | CUB  | 60,46     |
| 5     | Whitney Ashley     | USA  | 60,27     |
| 6     | Shanice Love       | JAM  | 59,82     |
| 7     | Shadae Lawrence    | JAM  | 58,99     |
| 8     | Kelsey Card        | USA  | 58,94     |

6. August

### Hammerwurf
| Platz | Athletin            | Land | Weite (m) |
| ----- | ------------------- | ---- | --------- |
| 1     | Gwen Berry          | USA  | 74,62     |
| 2     | Brooke Andersen     | USA  | 71.07     |
| 3     | Rosa Rodríguez      | VEN  | 69,48 SB  |
| 4     | Mariana Marcelino   | BRA  | 66.15     |
| 5     | Valeria Chiliquinga | ECU  | 66,11     |
| 6     | Camryn Rogers       | CAN  | 66,09     |
| 7     | Yaritza Martínez    | CUB  | 65,91     |
| 8     | Jillian Weir        | CAN  | 65,41     |

10. August

### Speerwurf
| Platz | Athletin              | Land | Weite (m) |
| ----- | --------------------- | ---- | --------- |
| 1     | Kara Winger           | USA  | 64,92 SB  |
| 2     | Elizabeth Gleadle     | CAN  | 63,30     |
| 3     | Ariana Ince           | USA  | 62,32     |
| 4     | María Lucelly Murillo | COL  | 59,69     |
| 5     | Laila Ferrer de Silva | BRA  | 59,15 SB  |
| 6     | Flor Ruíz             | COL  | 56,90     |
| 7     | Juleisy Ángulo        | ECU  | 56,51     |
| 8     | Melissa Hernández     | CUB  | 56,20 PB  |

9. August

### Siebenkampf
| Platz | Athletin            | Land | Punkte  |
| ----- | ------------------- | ---- | ------- |
| 1     | Adriana Rodríguez   | CUB  | 6113    |
| 2     | Annie Kunz          | USA  | 5990    |
| 3     | Martha Araújo       | COL  | 5925 PB |
| 4     | Ana Camila Pirelli  | PAR  | 5907 PB |
| 5     | Vanessa Spínola     | BRA  | 5868    |
| 6     | Alysbeth Félix      | PUR  | 5818 SB |
| 7     | Riley Schultz-Cooks | USA  | 5516    |

7. bis 8. August